# 石油大学站 (成都市)
石油大学站位于中华人民共和国四川省成都市新都区，是成都地铁3号线的地下车站。

## 车站概要
本站位于新都大道与育英路交叉口，沿新都大道呈东西向布置，是成都地铁3号线的一座车站，于2018年12月26日开通。

## 车站结构

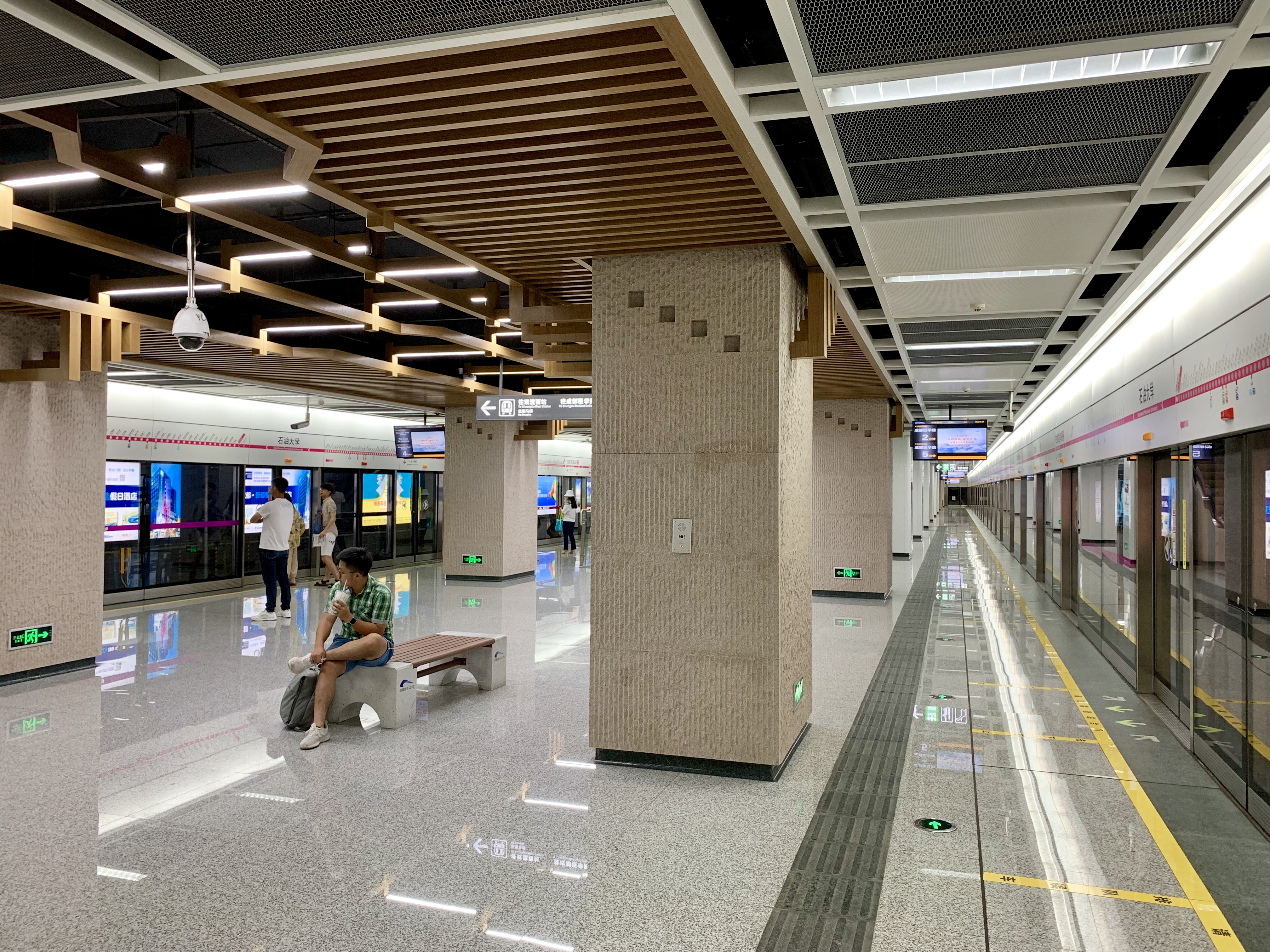
站台层
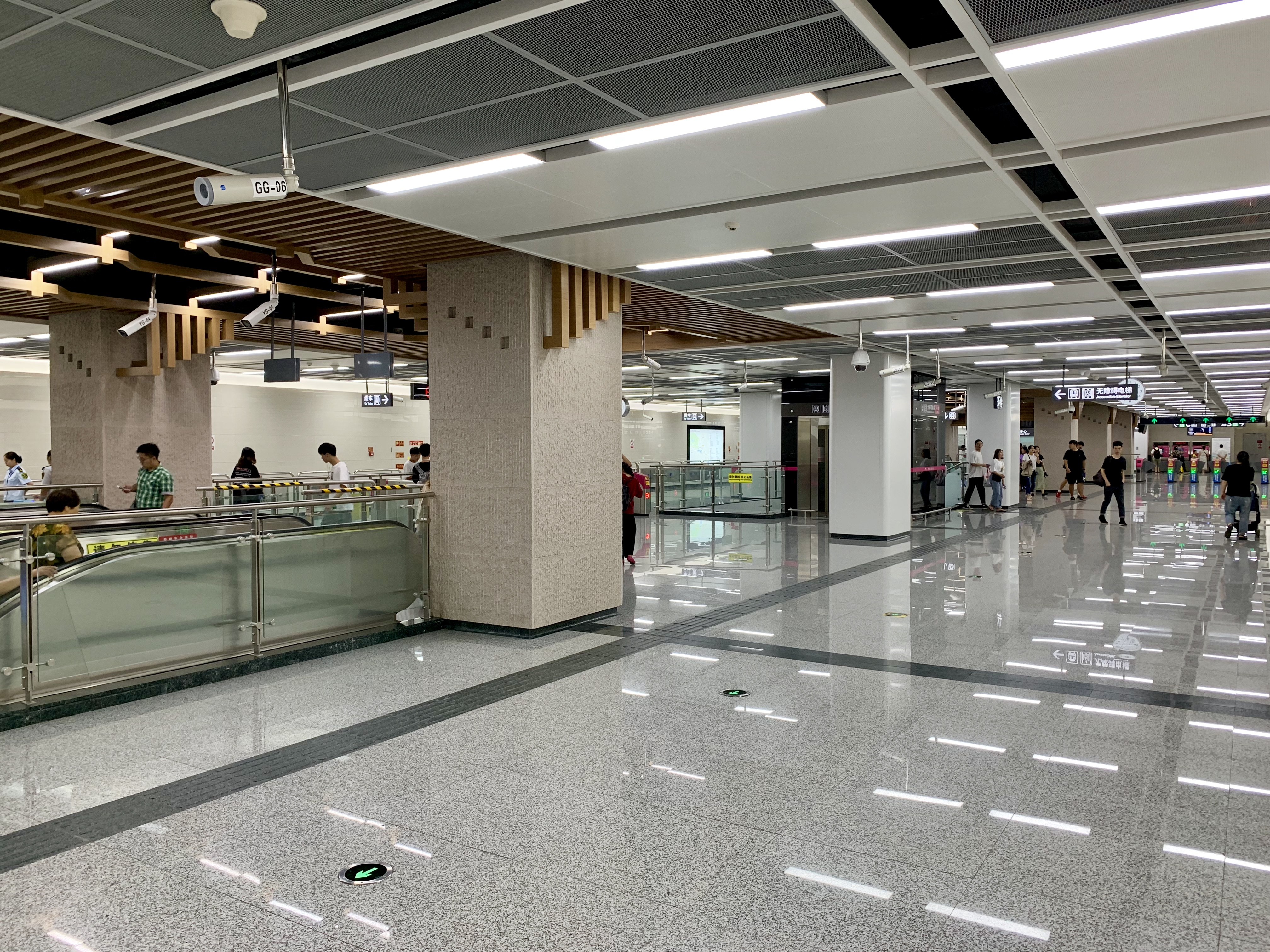
站厅层

本站为地下二层岛式站台车站。
| 地面      |                                          | 出入口                         |  |
| 地下 一层 | 站厅层                                   | 安检、售票机、站内商店         |  |
| 地下 二层 |                                          | 3号线列车往双流西方向 （钟楼） |  |
| 地下 二层 | 岛式站台，左边车门将会开启               |                                |  |
| 地下 二层 | 3号线列车往成都医学院方向 （成都医学院） |                                |  |

## 内装与公共设计
本站是3号线二三期11座标准站之一。包括本站在内的三号线三期标准站以花岗石立柱和木纹材料进行装饰，以褐色为主色调，象征成都往北沟通中原的古蜀栈道。

## 出入口信息
本站目前开放4个出入口。
| 出口编号 | 设施                | 地点               | 可到达目的地           |
| -------- | ------------------- | ------------------ | ---------------------- |
|          |                     |                    |                        |
|          |                     | 新都大道、育英路   |                        |
| 出口 · B | 无障碍卫生间 哺乳室 | 新都大道、育英路   |                        |
| 出口 · C | 无障碍电梯          | 新都大道、正因南街 | 成都市新都区妇幼保健院 |
| 出口 · D |                     | 新都大道、大学路   | 西南石油大学成都校区   |